# Lynden Gooch
Lynden Gooch (Santa Cruz, California, 24 de diciembre de 1995) es un futbolista estadounidense que juega de centrocampista en el Huddersfield Town A. F. C. de la League One de Inglaterra.

## Trayectoria

### Inicios
Gooch nació en Santa Cruz, California y es hijo de padre británico y madre estadounidense. Cuando era joven, se unió al equipo de la Santa Cruz Breakers Academy. El talento de Gooch atrajo la atención de varios equipos europeos, lo que finalmente le hizo merecedor de un lugar en la academia del Sunderland inglés. Con el Sunderland, fue parte de los conjuntos sub-16, 18 y 21.

### Sunderland
En febrero de 2015, Gooch fue enviado a préstamo al Gateshead de la quinta división inglesa. Gooch jugó siete partidos y anotó un gol, dándole la ventaja al equipo en la victoria 3–1 sobre el Wrexham y causando un autogol de Steve Tomassen.
Gooch hizo su debut con el Sunderland el 26 de agosto de 2015 en un partido en el Stadium of Light por la Copa de la Liga frente al Exeter City, ingresando en reemplazo de Adam Matthews en el minuto 58 en lo que finalmente sería una victoria para los locales 6-3.
El 21 de enero de 2016, Gooch fue enviado a préstamo por un mes al Doncaster Rovers de la League One. Debutó con el club dos días después, jugando los 90 minutos en un empate a cero frente al Fleetwood Town.
El 24 de febrero de ese mismo año su préstamo fue extendido hasta el final de la temporada. No obstante, Gooch lesionó el tobillo en su debut ante el Fleetwood pero continuó jugando con dolor hasta el 19 de febrero de 2016, cuando regresó al Sunderland.
El 23 de abril de 2016, Gooch extendió su contrato con el Sunderland por tres años más.

### Stoke City
El 1 de septiembre de 2023, el Stoke City pagó una suma de €1.3 millones de euros. 

## Clubes
| Club                            | País       | Año       |
| ------------------------------- | ---------- | --------- |
| Sunderland A. F. C.             | Inglaterra | 2015      |
| Gateshead F. C. (cedido)        | Inglaterra | 2015      |
| Doncaster Rovers F. C. (cedido) | Inglaterra | 2016      |
| Sunderland A. F. C.             | Inglaterra | 2017-2023 |
| Stoke City F. C.                | Inglaterra | 2023-2025 |
| Huddersfield Town A. F. C.      | Inglaterra | 2025-     |

## Selección nacional

### Categorías inferiores
Gooch representó a los Estados Unidos en el Campeonato Sub-20 de la Concacaf de 2015 en Jamaica, en el cual jugó cuatro partidos ayudando a su selección a clasificar a la Copa Mundial de esa categoría en ese año.

## Estadísticas
| Club                        | Temporada           | Liga                | Liga | Liga  | Copa FA | Copa FA | Copa de la Liga | Copa de la Liga | Otros | Otros | Total | Total |
| Club                        | Temporada           | División            | PJ   | Goles | PJ      | Goles   | PJ              | Goles           | PJ    | Goles | PJ    | Goles |
| --------------------------- | ------------------- | ------------------- | ---- | ----- | ------- | ------- | --------------- | --------------- | ----- | ----- | ----- | ----- |
| Sunderland                  | 2014 - 2015         | Premier League      | 0    | 0     | 0       | 0       | 0               | 0               | -     | -     | 0     | 0     |
| Sunderland                  | 2015 - 2016         | Premier League      | 0    | 0     | 0       | 0       | 1               | 0               | -     | -     | 1     | 0     |
| Sunderland                  | 2016 - 2017         | Premier League      | 11   | 0     | 0       | 0       | 3               | 0               | -     | -     | 14    | 0     |
| Sunderland                  | 2017 - 2018         | Championship        | 24   | 1     | 0       | 0       | 3               | 1               | -     | -     | 27    | 2     |
| Sunderland                  | 2018 - 2019         | League One          | 39   | 5     | 2       | 1       | 1               | 0               | 5     | 1     | 47    | 7     |
| Sunderland                  | 2019 - 2020         | League One          | 30   | 10    | 0       | 0       | 2               | 0               | 1     | 0     | 33    | 10    |
| Sunderland                  | 2020 - 2021         | League One          | 38   | 4     | 0       | 0       | 1               | 0               | 7     | 1     | 46    | 5     |
| Sunderland                  | 2021 - 2022         | League One          | 38   | 0     | 1       | 0       | 2               | 0               | 4     | 0     | 45    | 0     |
| Sunderland                  | 2022 - 2023         | Championship        | 30   | 1     | 0       | 0       | 0               | 0               | 1     | 0     | 31    | 1     |
| Sunderland                  | 2023 - 2024         | Championship        | 2    | 0     | 0       | 0       | 0               | 0               | -     | -     | 2     | 0     |
| Sunderland                  | Total               | Total               | 221  | 21    | 3       | 1       | 13              | 1               | 18    | 2     | 246   | 25    |
| FC Gateshead (préstamo)     | 2014-2015           | Premiere League     | 7    | 1     | 0       | 0       | -               | -               | -     | -     | 7     | 1     |
| Doncaster Rovers (préstamo) | 2015-2016           | League One          | 10   | 0     | 0       | 0       | 0               | 0               | 0     | 0     | 10    | 0     |
| Sunderland U21              | 2017-2018           | -                   | -    | -     | -       | -       | -               | -               | 1     | 0     | 1     | 0     |
| Stoke City                  | 2023 - 2024         | Championship        | 29   | 2     | 0       | 0       | 1               | 0               | -     | -     | 32    | 2     |
| Stoke City                  | 2024 - 2025         | Championship        | 20   | 0     | 1       | 0       | 2               | 0               | -     | -     | 23    | 0     |
| Stoke City                  | Total               | Total               | 49   | 2     | 1       | 0       | 3               | 0               | -     | -     | 53    | 2     |
| Total de la carrera         | Total de la carrera | Total de la carrera | 278  | 24    | 4       | 1       | 16              | 1               | 19    | 2     | 317   | 28    |

## Palmarés

### Títulos nacionales
| Título     | Club                | País       | Año  |
| ---------- | ------------------- | ---------- | ---- |
| EFL Trophy | Sunderland A. F. C. | Inglaterra | 2021 |

## Vida privada
Su hermano Anthony jugó al fútbol universitario para el equipo de la Universidad Estatal de San Diego.